# Robert Ganse
Robert Ganse (* 24. Februar 1909 in Kassel; † 13. August 1972 in Ost-Berlin) war ein deutscher Gynäkologe und 1951/52 Mitglied des sächsischen Landtags.

## Leben
Ganse studierte Medizin in Köln, Frankfurt am Main, Münster und Hamburg. Promotion 1936.
1931 trat Ganse der KPD bei und war für sie als Wahlkämpfer aktiv. Nach der NS-Machtergreifung wurde er im KZ Brauweiler inhaftiert und des „Hochverrats“ angeklagt, jedoch wegen Mangels an Beweisen freigesprochen. Ab 1937 machte er eine Facharztausbildung zum Gynäkologen in Altona und Berlin. 1944/45 wurde er dienstverpflichtet als Gynäkologe im besetzten Posen.
1945 wurde er Assistent, später Leiter der Poliklinik der Universitäts-Frauenklinik in Erlangen (amerikanische Besatzungszone). Dort wurde auch politisch wieder aktiv. Er wurde Vorsitzender des Vereins der Verfolgten des Naziregimes in Bayern. 1947 wurde er aus politischen Gründen aus dem bayerischen Hochschuldienst entlassen.
Er siedelte daraufhin von der amerikanischen in die sowjetische Besatzungszone über. In Dresden war er als Chefarzt einer Frauenklinik tätig. 1954 bis 1972 war er dort Leiter der Frauenklinik der Medizinischen Akademie, seit 1955 mit dem Titel eines Professors. Er erwarb sich Verdienste vor allem in der gynäkologischen Krebsforschung.

## Darstellung Ganses in der bildenden Kunst
- Lea Grundig: Prof. Dr. Robert Ganse / Frauenarzt, Verdienter Arzt des Volkes (Zeichnung, 1961; ausgestellt 1962 in Dresden auf der Ausstellung „Der Mensch – mein Bruder“)
- Vera Singer: Genosse Robert Ganse (Tafelbild, Öl, 1967)[2]